# Местиње
Местиње (словен. Mestinje) је насељено место у општини Шмарје при Јелшах, Савињска регија, Словенија.

## Историја
До територијалне реорганизације у Словенији било је у саставу старе општине Шмарје при Јелшах.

## Становништво
У попису становништва из 2011. године, Местиње је имало 343 становника.
| Број становника према пописима | Број становника према пописима | Број становника према пописима |
| ------------------------------ | ------------------------------ | ------------------------------ |
| 1991                           | 2002                           | 2011                           |
| 316                            | 301                            | 343                            |

Напомена: До 1952. исказивано под именом Згорње Местиње. Године 2018. извршена је мала размена територије између насеља Местиње и Пијовци.